# 稲沢市立牧川小学校
稲沢市立牧川小学校（いなざわしりつまきがわしょうがっこう）は、愛知県稲沢市祖父江町にある公立小学校。

## 概要
- 旧・中島郡祖父江町の小学校である。

## 沿革
- 1887年（明治20年）4月1日 - 野田村の野田学校、中牧村中学校などを統合し、尋常小学牧川学校として開校。統合校舎は無く、従来の学校を分教場とする。
- 1889年（明治22年）10月1日 - 上牧村、中牧村、両寺内村、島本村、野田村が合併し、牧川村が発足。
- 1891年（明治24年）10月28日 - 濃尾地震により野田分教場が倒壊。中分教場を本校とする。
- 1900年（明治33年） - 現在地に校舎が完成する。
- 1906年（明治39年）5月10日 - 祖父江町、丸甲村、領内村、牧川村、山崎村と合併し、改めて祖父江町が発足。
- 1910年（明治43年）4月1日 - 祖父江町内の学校の統合により丸甲尋常小学校に統合される。丸甲尋常小学校は同時に祖父江南尋常小学校に改称する。
- 1912年（大正2年）10月1日 - 祖父江南尋常小学校から分立し、祖父江第五尋常小学校となる。
- 1941年（昭和16年）4月1日 - 祖父江第五国民学校に改称する。
- 1947年（昭和22年）4月1日 - 祖父江町立第五小学校に改称する。
- 1948年（昭和23年）10月1日 - 祖父江町立牧川小学校に改称する。
- 1950年（昭和25年）12月8日 - 校舎を新築する。
- 1955年（昭和30年）10月28日 - 講堂が完成する。
- 1956年（昭和31年）1月30日 - 校舎を新築する。
- 1970年（昭和45年） - プールが完成する。
- 1973年（昭和48年）8月21日 - 体育館が完成する。
- 1976年（昭和51年）5月12日 - 新校舎（北校舎（現・本館）・鉄筋コンクリート造）が完成する。
- 1987年（昭和62年）3月3日 - 特別教室（南館・鉄筋コンクリート造）が完成する。
- 2003年（平成15年） - 新プールが完成する。
- 2005年（平成17年）4月1日 - 祖父江町が稲沢市に編入される。同時に稲沢市立牧川小学校に改称する。

## 通学区域
- 祖父江町上牧、祖父江町中牧、祖父江町両寺内、祖父江町野田、祖父江町島本（上縄を除く）[1]。

## 進学先中学校
- 稲沢市立祖父江中学校

## 交通アクセス
- 名鉄尾西線上丸渕駅下車、徒歩約30分。